# 밀짚모자 해적단
밀짚모자 해적단(밀짚모자 일당, 麦わら海賊団 무기와라 카이조쿠단[*], 麦わら帽子海賊団)은 일본 만화 및 애니메이션 《원피스》에서 몽키 D. 루피가 결성한 가상의 해적단이다. 선장인 '밀짚모자 루피'를 포함해 본대는 현재 10명으로 구성되어 있다. 적은 수지만 일당 전원에게 현상금이 걸려 있는 매우 이례적인 케이스로, 현상금 총 금액은 현재 기점으로 88억 1600만 1000베리로 대형 해적단으로 성장했다. 산하 해적단 인원도 5630명에 달하며, 어인섬, 드레스로자, 알라바스타 등 밀짚모자 일당에게 호의적인 국가들도 상당수 있는 상황이다. 해군의 공식적인 발표는 아니나 이미 신문에는 사황을 넘어 다섯번째 황제에 올랐다.
현재 어인섬을 산하구역으로 삼고있다.

## 선원
몽키 D. 루피(Monkey D.Luffy)밀짚모자 (선장)
밀짚모자 일당의 선장이자 본 작품주인공. 샹크스를 존경하며 그에게서 맡아두고있는 밀짚모자를 소중히 하며 그와의 재회를 기다리고 있다. 어릴적 악마의 열매 중 하나인 고무고무 열매(동물계 사람사람 열매 환수종 니카)를 먹은 뒤 온몸을 고무처럼 늘릴 수 있는 능력을 얻어 고무인간이 되었다. 자신의 능력을 잘 살린 무투가 특기이다. 굉장히 낙천적인 성격이자, 악행을 잘 하지 않는 해적으로, 동료들을 자신의 목숨보다도 더 아끼는 인망을 가졌다. 해군 중장 영웅 몽키 D. 가프의 손자이자, 세계 최악의 범죄자인 혁명가 몽키 D. 드래곤의 아들이다. 왕하 칠무해도 몇차례 쓰러뜨리고, 세계정부의 3대기관인 에니에스 로비, 임펠 다운, 마린포드에 모두 침입하고도 목숨을 부지하고있는 이례적인 해적으로 세계정부가 크게 골치를 썩고있는 인물이다. 작중으로 2년 동안 레일리에게서 '패왕색(覇王色)', '무장색(武装色)', '견문색(見聞色)', 패기를 모두 배우게 되어 한층 더 성장했다. 고기를 좋아하고 그 중에서도 해왕류 고기를 제일 좋아한다. 혈액형은 F형. 현 현상금 30억 베리(아론 격퇴 후 3000만 베리 → 크로커다일 격퇴 후 1억 베리 → 에니에스 로비 전투 후 3억 베리 → 정상결전 후 4억 베리 → 돈키호테 패밀리 격퇴 후 5억 베리 → 샬롯 크래커 & 샬롯 카타쿠리 격퇴 후 15억 베리 → 카이도 격퇴 후 30억 베리.
롤로노아 조로(海賊狩り Roronoa Zoro, 검호, 일명:  '해적 사냥꾼')
성우(성인) : 나카이 카즈야 / 김승준
성우(어린 시절): 오수경(KBS, 투니버스), 김율 → 이수진(에피소드 오브 이스트 블루)(투니버스), 김새해(극장판 5기), 조경이 → 김도영 → 곽규미(대원)
밀짚모자 일당의 전투원으로, 녹색 머리이며, 사실 밀짚모자 일당은 전원이 전투능력을 갖추고 있으므로 순수한 전투원은 조로뿐인 셈이다. 꿈은 세계제일의 대검호로, 자연스레 현재 최고의 검사인 '매의 눈 미호크'를 꺾는 것이 목표이다. 해군에게 잡혀 처형될뻔한 위기를 루피가 구해준 것을 계기로 첫번째 동료가 되었다. 양손과 입에 각 한자루씩의 검을 사용하는 삼도류(參刀流)의 달인으로 명도 화도일문자(和道壹文字), 요도 3대 귀철(三代 鬼鐵), 양도 유바시리(雪走)를 소지하고 있었다. 그러나 에니에스 로비에서의 전투에서 해군대령 슈(녹녹 열매에 의해 녹음)에게 유바시리(양도)를 잃게된다. 그 후 스릴러 바크에서 사무라이 좀비, 용을 벤 무사 류마와의 전투에서 흑도 슈스이(秋水)를 얻었지만, 와노쿠니의 보물인게 밝혀지며 故 코즈키 오뎅의 검 명도 엔마(閻瑪)랑 교체한 상태이다. 상디와 마찰을 자주 일으키지만 위험하면 서로 돕는 사이다. 술과 안주를 좋아한다. 혈액형은 XF형. 현 현상금 11억 1100만 베리(Mr.1 격퇴 후 6000만 베리 → 에니에스 로비 전투 후 1억 2000만 베리 → 드레스로자 사건 후 3억 2000만 베리 → 킹 격퇴 후  11억 1100만 베리). 2년 동안 쥬라큘 미호크 밑에서 수행을 받아서 무장색의 패기를 습득했다.패왕색의 패기 능력자다.
나미 (Nami, 항해사, 일명:  '도둑 고양이')
성우 : 오카무라 아케미 / 정미숙
밀짚모자 일당의 항해사. 꿈은 자기 손으로 전 세계의 지도를 완성하는 것. 나미의 고향인 코코야시 마을을 장악하고 있던 '아론 해적단'을 루피가 격파해 줌을 계기로 완전하게 동료로 들어온다. 돈을 엄청 밝힌다. 처음에 로빈이 들어올 때 반대하였는데, 로빈이 돈 주머니를 주자 평생 언니로 모시겠다는 말까지 할 정도로 돈이면 사족을 못 쓴다. 특기는 소매치기. 우솝이 개발한 크리마 택트를 갖고 있다.  추후 완성판인 '퍼펙트 크리마 택트'을 거쳐 '소서러 크리마텍트'가 된다. 크리마 택트로 기후의 기초성질(히트볼, 쿨볼, 썬더볼)을 이용한 공격을 한다. 하늘섬 웨더리아에서 터득한 기후과학들을 선보인다. 벨메일 귤나무의 귤을 좋아한다. 혈액형은 X형. 현 현상금 3억 6600만 베리.(에니에스 로비 전투 후 1600만 베리 → 드레스로자 사건 후 6600만 베리 → 울티 격퇴 후 3억 6600만 베리).
우솝(Usopp, 저격수, 일명:  '저격왕', '갓 우솝')
성우 : 야마구치 캇페이
성우 : 김소형 / 홍범기(극장판 2기)
밀짚모자 일당의 저격수. 꿈은 용감한 바다의 전사가 되는 것. 시롭마을에서 루피의 권유로 동료로 들어오며, 이 마을을 나서며 밀짚모자 일당의 첫 해적선인 '고잉메리호'를 얻게된다. 이후 '워터세븐' 에피소드에서는 고잉메리호를 버리고 새 배를 얻으려는 루피에게 반대해 결투 후에 일당을 나가기도 했으나, 에피소드가 끝나고 워터세븐을 출항하는 밀짚모자 일당에게 사과하면서 다시 동료로 합류한다. 빨간머리 해적단의 저격수이자 아버지인 야솝을 존경한다. 무기로는 직접 개발한 초대형 새총 투구를 사용한다. 저격 실력은 초 수준급. 새총으로도 보통 사람들이 쓰는 총의 사정거리와 조준을 훨씬 능가한다. 용기를 얻거나 변장할 때는 가면을 쓰며 저격왕이라고 자칭한다. 원래는 겁이 많고 거짓말만 일삼아 다른 동료들에 비해 너무나 약한 캐릭터였으나 작중으로 2년이 지난 후에는, 2년간의 수련과 고속성장하는 식물인 팝그린을 이용해 발군의 전투능력을 선보인다. 제철 생선을 좋아한다 혈액형은 S형. 현 현상금(갓 우솝) 5억 베리.(에니에스 로비 전투 후 "저격왕"으로서 3000만 베리→ 드레스 로자 사건 후 본인이자 "갓 우솝"으로서 2억 베리 → 5억 베리.)
빈스모크 상디 (Sanji, 요리사, 일명:  통칭 '검은 발의 상디')
성우(성인) : 히라타 히로아키 / 故 김일(KBS, 투니버스, 대원방송 홀케이크 아일랜드 Part2 6화까지) → 김영선(대원방송, 홀케이크 아일랜드 part2 7화부터), 양석정(KBS, 투니버스 대역), 박성태(투니버스, 극장판)
성우(어린 시절): 오오타니 이쿠에 / 이현주 → 정옥주(KBS, 투니버스), 김영은(투니버스), 김하영 → 이유리 → 이새아 → 장예나(대원)
밀짚모자 일당의 주방장. 꿈은 전세계 모든종류의 물고기들이 모여산다는 전설의 바다 '올 블루'를 찾아내는 것. 해상 레스토랑 발라티에의 요리사로 있었으나, 발라티에를 공격한 클리크해적단을 격파한 루피에게 감동. 생명의 은인인 레스토랑 오너 '제프'에게 진 빚을 안은 채, 꿈을 찾아 요리사로 합류한다. 요리사의 명예를 상당히 소중히 여겨, 요리사의 신성한 손은 전투에 사용하지 않는 것이 신조라서 킥이 주무기다. 거의 항상 슈트차림을 고수하며, 여자를 매우 밝히고 특히 나미와 로빈을 좋아한다. 적이라도 '예쁜'여자는 절대 공격하지 않는다. 조로와는 늘 티격태격 마찰을 자주 일으킨다. 최근 '홀케이크 아일랜드' 에피소드를 통해 '빈스모크'라는 성이 밝혀졌다. 빈스모크가는 첨단과학을 무기로 앞세운 살인자 일족으로, 상디는 어릴적 가족에게서 도망쳤다. 실제로도 부친인 '빈스모크 저지'보다는 '제프'를 아버지로 여긴다. 부친인 저지의 계략에 빠져 사황 빅 맘의 딸인 푸딩과 정략결혼을 할 뻔 했으나, 루피의 도움으로 탈출. 동료로 되돌아온다. 좋아하는 것은 해물 파스타. 혈액형은 매우 희귀한 S(Rh-)형이라고 한다.현 현상금 10억 3200만 베리.(에니에스 로비 전투 후 7700만 베리 → 드레스로자 사건 후 1억 7700만 베리+생포 한정 → 홀케이크 아일랜드 사건 후 3억 3300만 베리. → 퀸 격퇴 후 10억 3200만 베리.
- 故 김일 성우님이 2018년 11월 18일에 별세.

토니토니 쵸파 (Tony-Tony Chopper, 선의, 일명:  '솜사탕광')
성우 : 오오타니 이쿠에 / 이쿠라 카즈에(대역)
성우(순록) : 박영남(KBS, 투니버스, 극장판 11기까지, TV판 8기), 김현지(투니버스 7·9기, 스페셜, 극장판 12기 이후), 정옥주(대원방송)
성우(인간) : 윤세웅(KBS, 투니버스), 김영찬 → 김국진 → 김현지(에피소드 오브 스카이피아)(투니버스), 정옥주(대원)
밀짚모자 일당의 선의. 꿈은 만병통치약을 찾아 모든 병을 고칠 수 있는 의사가 되는 것. 원래는 파란코의 순록으로 무리에서 버림받았었고, 사람사람 열매를 먹은 후에 인간형이 되어도 전신에 털은 남아있어 어디에도 속하지 못하는 괴물취급을 받는 외톨이였다. 그 마음의 벽을 허물어준 루피에게 반해 바다로 나왔다. 사람사람 열매의 능력으로 인간의 말이 가능하며, 원래는 동물이므로 동물들과의 의사소통도 가능해 인간과 동물사이 통역도 한다. 기분이 좋으면 표정으로 다 드러난다. 무기는 동물계의 능력을 살린 신체 자체이다. 비밀병기는 직접 개발한 럼블볼(악마의 열매 능력 각성제). 현재엔 이 럼블볼을 괴물 강화를 할 때 사용할 뿐 다른 변형점은 모두 평상시에도 변신할 수 있다. 혈액형은 X형. 솜사탕같은 단 음식을 좋아한다. 해군에게는 단순한 애완동물로 오해받았기에 현 현상금은 1000베리이다.(에니에스 로비 전투 후 50 베리→ 드레스로자 사건 후 100 베리)와노쿠니 이후 1000베리
니코 로빈 (Nico Robin, 고고학자, 일명:  '악마의 자식')
오하라라는 포네그리프를 연구하는 섬의 생존자 (오하라는 해군의 '버스터 콜'의 의하여 파괴되어 지금은 지도에 표시되지 않고 있다.)
성우 : 야마구치 유리코 → 코바야시 유코 → 야마구치 유리코 / 나가이 안즈(어린 시절)
성우 : 소연
밀짚모자 일당의 고고학자. 꿈은 포네그리프를 해독해 세계역사의 비밀을 알아내는 것. 포네그리프를 읽을 수 있다는 것만으로도 세계정부에 위협이 되기 때문에 어릴적부터 도망자 신세였다. 몸을 숨길 은신처로 바로크워크스를 선택해 활동했었으나, 사장인 크로커다일이 패배하여 바로크 워크스가 해체된 후로는 밀짚모자 일당의 동료가 되었다. 워터세븐에선 잠시동안 CP9에 체포되었으나 로빈의 과거를 모두 포용하고 지키겠다고 세계정부에 선전포고를 한 동료들에게 감동, 해당 에피소드 이후에 밀짚모자 일당으로 되돌아온다. 꽃꽃 열매의 능력자로서 몸의 일부분을 꽃처럼 다른 곳에다 피워 낼 수 있고, 작중으로 2년후인 현재는 일부분 뿐만 아니라 분신까지도 피워 낼 수 있다. 좋아하는 것은 샌드위치와 홍차이다. 혈액형은 S형. 현 현상금 9억 3000만 베리.(20년 전 해군선6척 침몰이라는 누명을 쓴 후 7900만 베리 → 에니에스 로비 전투 후 8000만 베리 → 드레스로자 전투 후 1억 3000만 베리).→ 블랙 마리아 격퇴 후 9억 3000만 베리
프랑키 (Franky, 조선공, 일명:  '사이보그')
성우 : 야오 카즈키 / 이주창(투니버스) → 고구인(대원방송)
성우(어린 시절) : 노다 준코 / 소연(투니버스) → 김도영(대원방송)
밀짚모자 일당의 조선공. 꿈은 자신이 직접 설계·제작한 '사우전드 써니 호'가 세계일주를 마치고 바다의 끝에 다다른 모습을 보는 것. 본명은 커티프람으로 원래는 선박해체를 업으로하는 프랑키 패밀리의 우두머리였다. 해적왕의 배인 '오로잭슨 호'를 만든 전설의 조선공이였던 톰의 제자였고, 그를 동경한다. 어릴적부터 병기와 전함개발에 재능을 보였으며, 성인이 된 후에는 신체를 사이보그로 개조했다. 강철 육체와 몸에 달린 다양한 총포화기 등이 주무기. 콜라를 연료로 사용해서 콜라병을 숨길 수 있는 공간이 몸 속에 있다. 작중으로 2년후인 현재에는 개조를 거듭해 한층 더 인간보다는 기계에 가까운 몸이 되었다. 좋아하는 건 햄버거와 콜라. 혈액형은 XF형. 현 현상금 3억 9800만 베리.(에니에스 로비 전투 후 4400만 베리 → 드레스로자 전투 후 9400만 베리) → 사사키 격퇴 후 3억 9800만 베리
브룩 (Brook, 음악가, 일명:  '소울 킹', '콧노래')
성우 : 쵸 (본명 : 나가시마 시게루)
성우 : 최승훈(투니버스) → 이인성(투니버스, 대원방송)
밀짚모자 일당의 음악가이면서 제2의 검객이다. 꿈은 세계일주를 마친 후에, 리버스 마운틴에 두고 온 옛 동료인 고래 라분을 다시 만나는 것. 부활부활 열매의 능력자로, 한 번 죽었다가 다시 살아난 언데드. 죽은 후에 한동안 몸을 찾지못해 영혼상태로 있어서 몸은 이미 뼈만 남게되었지만, 악마의 열매의 강력한 힘으로 움직이는 해골이 되었다. 현재 실제나이는 80세 이상의 노인이며, 한번 죽기 전 과거에는 모 왕국의 기사였다가, 룸바 해적단의 선장대리로 활동했다. 주무기는 지팡이 모양의 검이고, 열매의 능력으로 영혼만 빠져나와 활동을 한다던가 하는 것들이 가능하다. 작중 밀짚모자 일당이 해체되었던 2년간은 인기가수인 '소울 킹 브룩'으로 활동했었다. 홍차를 좋아하고 언제나 요호호호라는 웃음소리를 낸다. 혈액형은 X형. 현 현상금 3억 8300만 베리.(50년 전 룸바 해적단 시절 현상금 3300만 베리 → 드레스로자 사건 후 8300만 베리).와노쿠니 이후 3억 8300만 베리.
징베 (Jinbei, 조타수, 일명:  '바다의 협객')
성우 : 호우키 카즈히사
성우 : 손종환 (투니버스) / 황창영 → 이장원(대원)
밀짚모자 일당의 조타수. 평범한 인간족이 아닌 고래상어 어인으로 고래상어와 교감이 가능하다. 과거에는 태양 해적단, 흰 수염 해적단 산하, 빅 맘 해적단 등 여러 해적단에 몸담았으나 '홀케이크 아일랜드' 에피소드에서 정식으로 빅 맘 해적단을 탈퇴하고 밀짚모자 일당이 된다. 왕하 칠무해의 일원이기도 했다. 의리와 충성심이 매우 깊은데, 과거에 소속을 여러번 바꾸며 우여곡절이 있었던 것은 모두 어인섬을 지키기 위한 방도였고, 그 어인섬을 지켜내준 루피에게 감동해 일당으로 들어오기로 결심한다. 정상전쟁에서 세계정부편에 서지 않고 흰 수염의 편을 들었다가 칠무해에서 제명당하고 임펠 다운에 갇혔었는데, 루피의 도움으로 탈옥한 은혜도 있다. 전투에는 무기가 아닌, 어인들의 무술인 '어인 공수도'를 사용한다. 현재 현상금은 11억 베리.(태양 해적단 시절 7600만 베리 → 칠무해 가입당시 과거 2억 5000만 베리 → 칠무해 탈퇴 후 현재 4억 3800만 베리 → 후즈 후 격퇴 후 11억 베리.)

## 역대 해적선
고잉 메리 호 (1번대 前 해적선, Going-Merry)
성우 : 쿠와시마 호우코
성우 : 이유리(대원방송), 정혜원(투니버스)
시롭 마을의 메리가 선물해준 밀짚모자 일당 최초의 해적선. 소중히 다뤄진 배에서만 나타난다는 배의 화신 클라바우터만이 깃들어 있었다. 워터 세븐에서 조선장인들에게 용골의 손상으로 인해 더 이상의 항해가 불가능하다는 판정을 받았고, 이 일로 인해 루피와 우솝이 전투를 벌이기도 했다. 이후 사법의 섬에서 밀짚모자 해적단 전원의 탈출에 기여하였으나 결국 심한 손상을 이기지 못하고 파괴되고 말았다. 수장의 형태로 바다에서 불에 태워지는 마지막 순간에 "정말 행복했다"고 직접 말하며 밀짚모자 일당과 슬픈 이별을 맞았다.(이것이 배임에도 메리호역의 성우가 있는 이유) 현재는 사우전드 써니 호의 부속 중 하나인 쇼핑용 배 미니메리호로 그 모습이 부활했다.
사우전드 써니 호 (2번대 현 해적선, Thousand-Sunny)
프랑키가 설계한 현재 밀짚모자 일당의 배. 크기는 고잉 메리 호의 2-3배다. 뱃머리에 사자의 얼굴이 달려있으며, 이를 태양으로 오해한 아이스버그에 의해 '사우전드 써니 호'라는 이름이 붙여지게 된다. '워터세븐' 에피소드 초반에 밀짚모자 일당의 돈 2억베리를 훔쳤던 프랑키가 그 돈으로 귀한 목재인 '보배로운 나무, 아담'을 구입했고, 에피소드 종반에 사과의 의미를 담아 그 아담을 재료로 써니 호를 만들어 밀짚모자 일당에게 선물한다. 크기가 큰 만큼 동료들 개개인의 공간도 갖추어져있으며, 뱃머리에서 발사하는 어흥포와 솔저 도크 시스템, 꾸드 버스트 등 여러 가지 다양한 기능을 지니고 있다.

## 객원 멤버
네펠타리 비비
레베카

## 밀짚모자 산하 해적단
800화를 기점으로 드레스로자의 콜로세움에서 루피에게 은혜를 입은 전사들, 약 5600명이 모여 밀짚모자 산하 해적단을 결성하였다.
1번대 아름다운 해적단
선장: 해적귀공자 백마의 캐번디시(캐번디시의 또다른 인격 '하쿠바')
+ 디아스해전 A급전범 참수인 목베는 술레이만 포함 선원 75명
2번대 바르토 클럽
선장: 식인종 바르톨로메오
+ 선교사 감비아 포함 선원 56명
3번대 꽃의나라 팔보수군
대표: 13대두령 돈 사이
+ 부두령 부우 & 전 12대 두령 돈 칭자오 & 베이비 5 포함 총 1000명
4번대 이데오와 XXX(트리플 엑스) 무투단 4명
대표: 수장족 신세계 센트럴격투회의 2회 챔피언 파괴포 이데오
+ 족장족 각공도 격투가 블루 길리, 前 현상금사냥꾼 정부 폭파사건 범죄자 압둘라&제트
5번대 톤타타족 톤타 병단
선장: 톤타타 부족 군대장 레오
+ 톤타타 병단 200명
6번대 미래의 거병해적단
선장: S급해적용병 하이루딘
+ 4명의 거인족 선원
하이루딘과 게루즈 그 동료들은 원래 칠무해 버기의 '해적파견회사' 소속이였으나, 이를계기로 회사를 탈퇴한다.
7번대 욘타 마리아 대선단
선장: 격투모험가 올럼버스 제독
+ 선원 4300여 명